# قطعنامه ۴۵۰ شورای امنیت
قطعنامه ۴۵۰ شورای امنیت سازمان ملل متحد که در تاریخ ۱۴ ژوئن ۱۹۷۹ تصویب شد، سندی بین‌المللی دربارهٔ اسرائیل-لبنان است. این قطعنامه طی نشست ۲٬۱۴۹ام با ۱۲ موافق، ۰ مخالف و ۲ ممتنع تصویب شد.